# ラーテ
ラーテ（独: Ratte）は、第二次世界大戦中にドイツで設計、計画された超巨大戦車、Landkreuzer P1000（ラントクロイツァー・P1000：陸上巡洋艦P1000)に与えられた秘匿名称である。
よりドイツ語の発音に近いカタカナ表記ではラッテとなる。ラッテとは、ドイツ語でハツカネズミ属よりも大型の鼠であるクマネズミ属のもの、主にドブネズミおよびクマネズミを意味する。

## 概要
ドイツが開発・製造した超重戦車としては、重量188tのマウスや140tのE-100が知られているが、ラーテの規模はこれらの超重戦車をはるかに凌ぐ、重量約1,000トン、全長35m、全幅14m、高さ11mという桁違いのもので、「陸上戦艦」の異名を持ち、シャルンホルスト級戦艦の主砲塔である28cm 3連装砲から中砲を省いた連装砲塔を搭載する予定であった。
装甲の防御能力は主砲塔転用元であるシャルンホルスト級戦艦に準じていると考えられ、砲塔および車体上面装甲は最低でも180mmに達し、側面および正面装甲も同様に350mm以上を想定していたとされ、ヤークトティーガーやエレファントといった重駆逐戦車をも超える装甲を持つラーテに対しては、重砲の直接照準射撃や航空攻撃などの通常攻撃手段による無力化は事実上不可能である、とされていた。
このように誇大妄想的な兵器が計画された要因として、ドイツ陸軍は実際に80cm列車砲「ドーラ」という口径80センチの巨大列車砲を実用化しており、技術的にも実用面からも充分に可能である、と考えられていたことが挙げられる。
80cm列車砲には、軌道上を移動する列車砲ではなく陸上を移動できる「自走砲」化の計画があり、ラッテはこの延長線上で計画されたものであろうと考えられている。ドイツでは、本車を更に凌ぐ重量1500t級の超巨大戦車、"Landkreuzer P1500 Monster"（陸上巡洋艦 P1500 モンスター）すら構想されていた。
重量50トン程度の重戦車ですらその自重のために橋が渡れないことを想定してシュノーケル装備による潜水渡河を考慮している。50トンをはるかに超える車重を持つ本車の場合、軟弱地盤にはまって行動不能になることや、機械故障や戦闘損傷で走行不能になった際の回収作業が困難になることは明白であり、1000トン・1500トン級の超巨大戦車が完成したとしても、道路や橋がその重量を支えられるはずもなく、故障・損傷時の対処は事実上不可能になっただろうと推察される。
ティーガーI重戦車の実戦での運用結果から、上記のような問題が現実の事項として認識されるようになり、軍需大臣アルベルト・シュペーアにより1944年にはラッテはP1500と共に計画中止とされ、構想のみに終わった。

## スペック
※計画値
- 全長=39.00m（※砲身先端まで）
  - 車体長=35.00m
- 全幅=14.00m
- 全高=11.00m
  - 最低地上高=2m
- 重量=1,000トン
- 装甲=360-150mm
- 武装
  - 主武装=280mm 54.5 SK C/34x2
  - 副武装=128mm KwK 44 L/55x1
20mm Flak 38x8
15mm MG 151/15x2
- 機関=8xダイムラー・ベンツ MB501 20気筒船舶用ディーゼル
もしくは2xMAN V12Z32/44 24気筒船舶用ディーゼル
  - 機関出力=16,000 or 17,000 hp (13,000 kW)
- 速度=40km/h
- 航続距離=約120キロメートル (75 mi)
- 乗員=20名以上、最大で40名程度

## 登場作品

### アニメ・漫画
『ストライクウィッチーズ ROAD to BERLIN』
TVアニメ第3期「ROAD to BERLIN」11話で、決戦兵器として赤く塗装されたものが「陸上巡洋艦ラーテ」の名称で登場。ジェラルド・S・パットン大将と宮藤芳佳が搭乗し、主砲で壁型ネウロイを次々に破壊した。
『パンプキン・シザーズ』
「蠍の王冠（イクリル・アル・アクラヴ）」のモデルとして登場。動力としてガスタービンエンジン4基、補助ディーゼルエンジンを使用する。
着弾観測用の気球を後部に二つ搭載する。

### ゲーム
『アースライト ルナ・ストライク』
ラッテおよびモンスターを示唆すると思われる「かつて一人の独裁者が夢想した、陸上を自在に移動する戦艦」を現実のものとしたとされる兵器『タナトス級移動要塞』が敵ユニットとして登場。
『スナイパーエリート3』
キャンペーンモードに登場。最終目的がこれの破壊となる。
『トータル・タンク・シミュレーター』
ドイツの機密兵器超重戦車RATTEとして登場。非常に巨大でゲーム内で最大級のT-42、TOG2、FCM F1 、マウス、E-100をも圧倒する。
武装は砲塔に主砲x2とクーゲルブリッツに似た対空砲塔二機、車体後部デッキに同じ対空砲塔二機とマウスに似た砲塔が二機の計12(主砲x2、副砲x2、対空砲x8)。搭乗員はゲーム内最多で耐久力（体力1000、装甲10000）、コストも3200で戦車では最大となっている。